# جيمس كونينغهام
جيمس كونينغهام (بالإنجليزية: James Cunningham)‏ هو نقابي وعامل مناجم وسياسي أسترالي، ولد في 28 ديسمبر 1879 في أستراليا، وتوفي في 4 يوليو 1943 بألبوري في أستراليا بسبب مرض وعائي. حزبياً، نشط في حزب العمال الأسترالي.

## مناصب
- انتخب عضو الجمعية التشريعية لأستراليا الغربية عن دائرة Electoral district of Kalgoorlie [الإنجليزية]‏ (13 يناير 1923 – 15 فبراير 1936).
- انتخب Member of the Western Australian Legislative Council ‏ عن دائرة North-East Province (Western Australia) [الإنجليزية]‏ (7 يوليو 1916 – 21 مايو 1922).
- انتخب President of the Senate (Australia) [الإنجليزية]‏ (1 يوليو 1941 – 4 يوليو 1943).
- انتخب عضو مجلس الشيوخ الأسترالي [الإنجليزية]‏ عن دائرة أستراليا الغربية (23 أكتوبر 1937 – 4 يوليو 1943).